# Sigma Advanced Racing Development
SARD, sigle de Sigma Advanced Racing Development, est un préparateur et équipementier japonais et une écurie de course de Toyota (Aichi). 
Elle court principalement en série Super GT et est spécialisée dans les pièces tuning pour Toyota. En 2015, SARD s'associe avec l'écurie suisse Morand Racing pour participer au championnat du monde d'endurance FIA dans la catégorie LMP2.

## Histoire

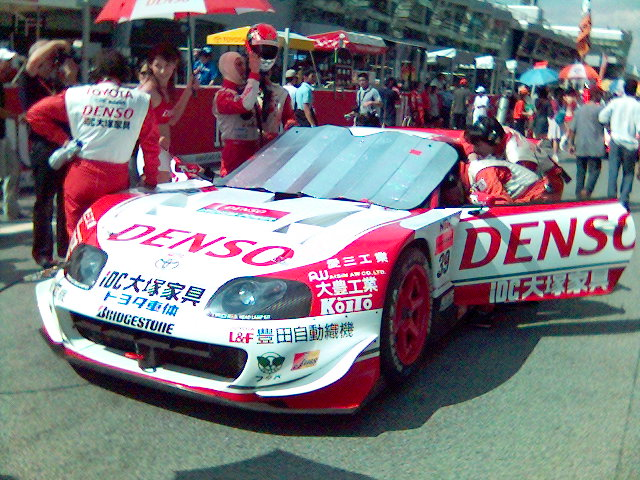
Supra SARD

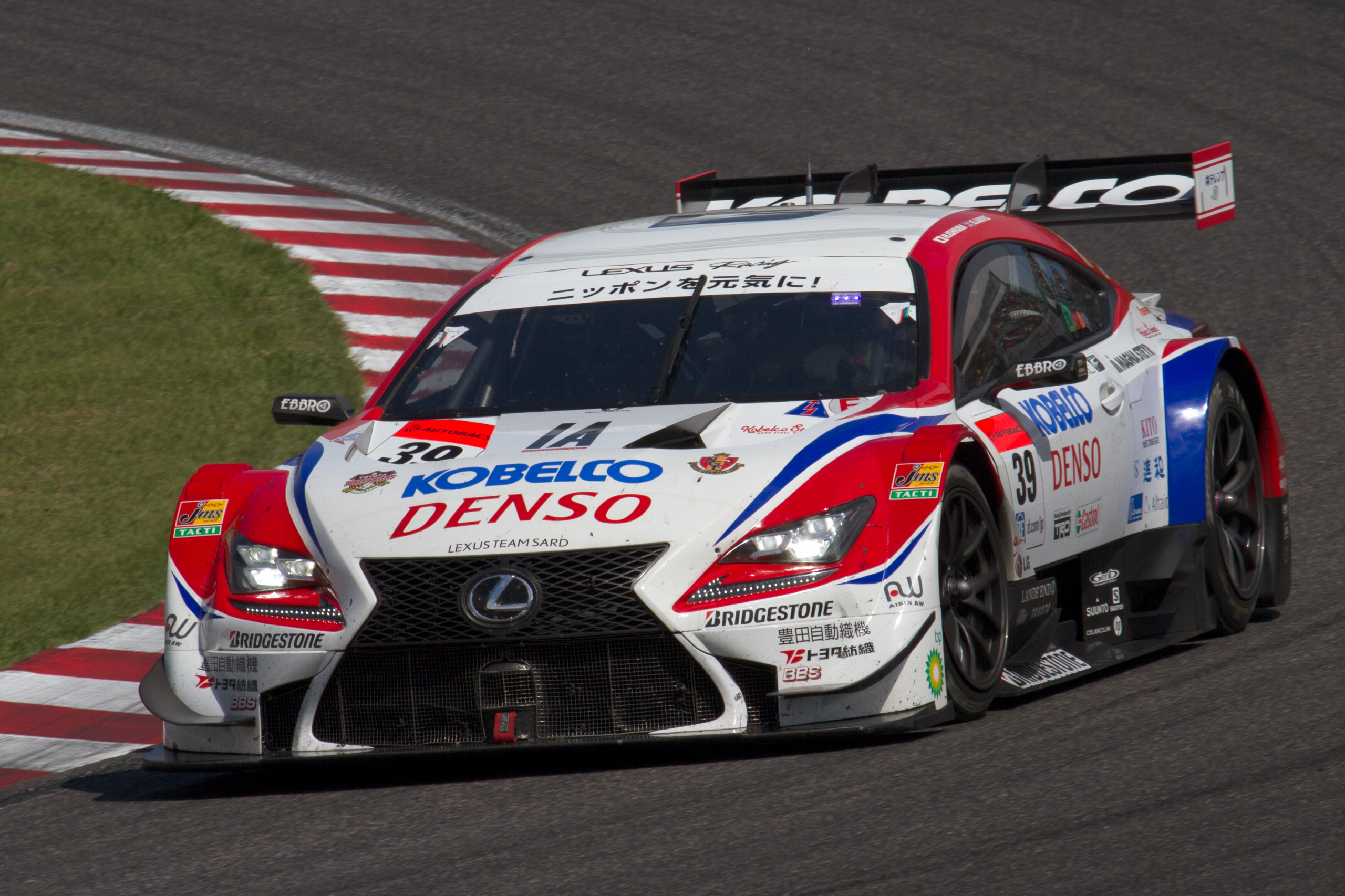
Oliver Jarvis lors d'une manche de Super GT en 2014.

La compagnie est créée en 1972 sous le nom Sigma Automobile Co., Ltd par Shin Kato pour développer et produire des pièces sport automobile, pièces connexes et accessoires ainsi que le fonctionnement de leur propre équipe de course. 
Sigma commence sa carrière dans la Série Fuji Grand Champion et participe pour la première fois l'année suivante aux 24 heures du Mans avec la Sigma MC73 propulsée par un Moteur Wankel Mazda qui devient la première voiture japonaise qualifiée pour Le Mans ; elle abandonne dès le début de course à cause de problèmes électriques. 
L'équipe retourne au Mans l'année suivante avec une MC74 soutenue par Mazda mais n'est pas classée. En 1975, l'équipe adopte un moteur Toyota pour sa MC75.
Sigma Automobile continue de concourir dans de nombreuses séries nationales. En 1985, la division course de Sigma Automobile devient une société indépendante, Kato créée une société appelée Sigma Advanced Racing Development (SARD), spécialisée dans le sport automobile ainsi que dans la production de pièces de rechange pour automobiles Toyota.
SARD retourne au sport automobile international en 1989 en tant qu'équipe soutenue par Toyota (Toyota Team SARD) lors de la première manche du Championnat du monde des voitures de sport à Suzuka avec une Toyota 89C-V qui court également dans le championnat du Japon de Sport-Prototypes. 
Avec la disparition du FIA Groupe C en 1993, SARD passe à la nouvelle série Super GT et retourne au Mans avec une MR2 V8 (MC8-R) en 1995 et 1996 et 1997. 
SARD concourt en JGTC avec une Toyota Supra puis une Lexus SC 430, le fils de Sato, Shinji, étant ingénieur en chef.
En 2006, SARD participe aux 24 Heures de Tokachi, une course de Super Taikyu, avec une voiture hybride Lexus GS 450h et termine quatrième de sa catégorie et dix-septième du classement général,.
SARD dispute le championnat du monde d'endurance FIA 2015 avec des prototypes de la catégorie LMP2 tout en visant un prochain engagement en LMP1.

## Liens externes

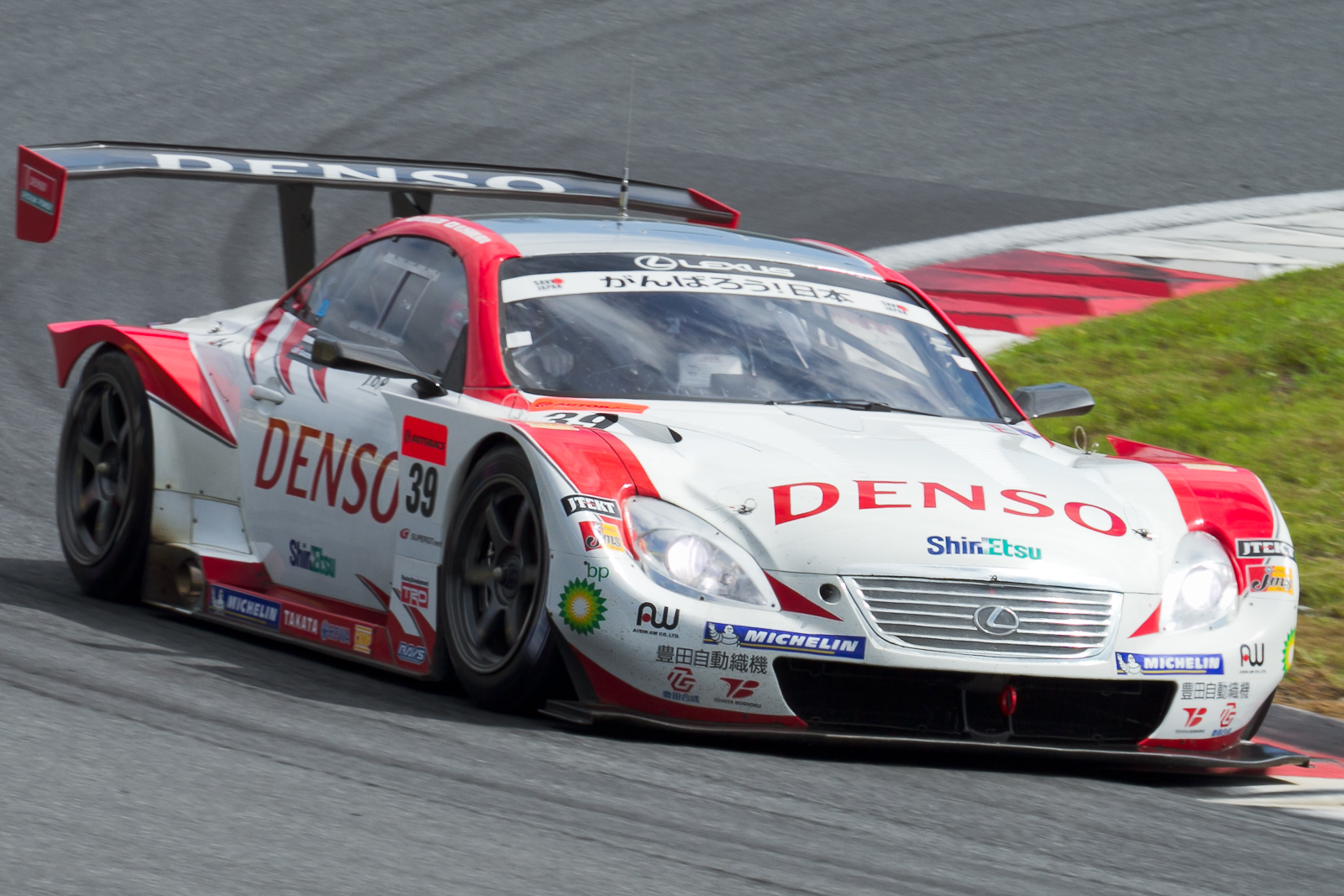
Denso-SARD SC430 Super GT à Fuji en 2011